# Oroúnta
Oroúnta är en ort i Cypern.   Den ligger i distriktet Eparchía Lefkosías, i den centrala delen av landet, 26 km väster om huvudstaden Nicosia. Oroúnta ligger 311 meter över havet och antalet invånare är 687. Den ligger på ön Cypern.
Terrängen runt Oroúnta är platt åt nordost, men åt sydväst är den kuperad. Terrängen runt Oroúnta sluttar norrut.Trakten runt Oroúnta är ganska glesbefolkad, med 39 invånare per kvadratkilometer. Närmaste större samhälle är Mórfou, 14,1 km nordväst om Oroúnta. Trakten runt Oroúnta är i huvudsak ett öppet busklandskap.